# Abiyé (région)
Pour les articles homonymes, voir Abyei.

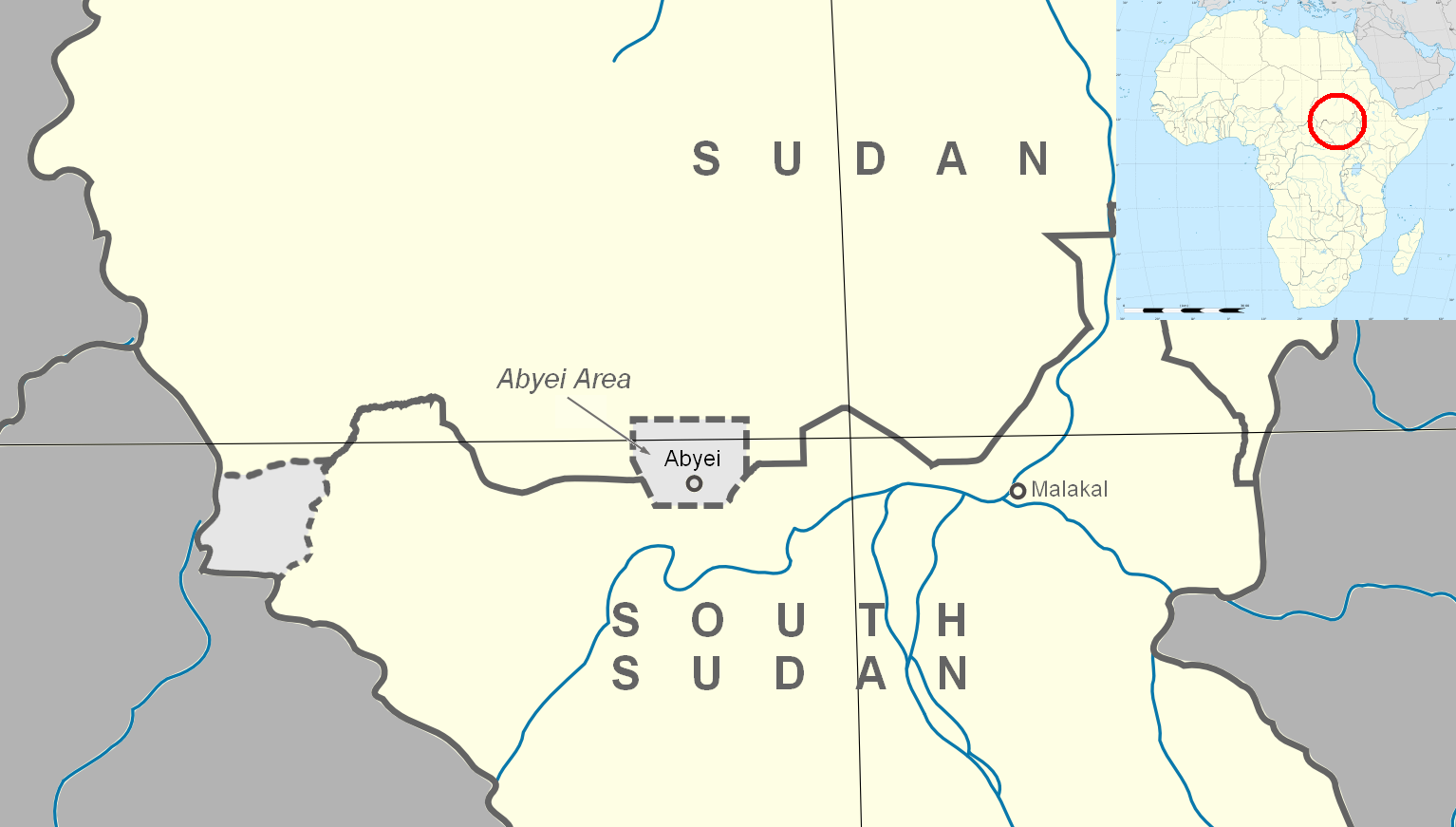
Carte de la région d'Abiyé.

Abiyé (أبيي en arabe et Abyei en anglais) est une région actuellement contrôlée par le Soudan mais réclamée par le Soudan du Sud. Sa superficie est de 10 546 km2.  
La région est située autour de la ville d'Abiyé et possède un statut administratif spécial selon le Protocole sur la résolution du conflit d'Abyei de 2004 dans l'Accord de paix Nord-Sud qui a mis fin à la seconde guerre civile soudanaise,. Avant de faire partie du district d'Abiyé, plus large, dans l'ancien État du Kordofan Occidental, la région est historiquement réputée comme un pont naturel entre le Soudan du Sud et le Soudan. Selon l'Accord, la région d'Abyei, convoitée par les deux États car riche en pétrole, est considérée comme faisant partie simultanément des États du Kordofan du Sud (au Soudan) et de Bahr el Ghazal du Nord (au Soudan du Sud). 
Contrairement aux frontières de l'ancien district, le Protocole a défini le territoire d'Abyei comme étant la région formée des neuf chefferies dinkas transférées au Kordofan en 1905. Par la suite, une commission internationale a défini les frontières comme étant les portions du Kordofran au sud de la latitude 10°22′30″ N. Cependant, des tensions continues se sont ensuivies dégénérant en violences armées et menaçant l'Accord de paix Nord-Sud. En 2009, un comité d'arbitrage international a redéfini les frontières de la région d'Abyei pour la rendre beaucoup plus petite. Celle-ci ne s'étend plus au nord de la latitude 10° 10′ 00" N. Depuis, ces nouvelles frontières semblent être acceptées par toutes les parties concernées.
Depuis juin 2011, une mission d'interposition des Nations unies, la Force intérimaire de sécurité des Nations unies pour Abiyé est sur place. En date d'octobre 2024, elle compte 3 473 personnels
Abiyé a tenu sa propre consultation les 27, 28 et 29 octobre 2013, organisée par la communauté Ngok Dinka sans la participation de la communauté Misseriya. Le Soudan, le Soudan du Sud et l'Union africaine n'accordent aucun crédit à ce référendum annonçant 99,9 % en faveur d'un rattachement au Soudan du Sud
,.

## Annexe